# Petrovce (Košice)
Petrovce (in ungherese: Ungpéteri) è un comune della Slovacchia facente parte del distretto di Sobrance, nella regione di Košice.